# 太田安規
太田 安規（おおた やすのり、1944年（昭和19年）3月17日 - ）は、日本の政治家。元千葉県匝瑳市長（3期）。元八日市場市議会議員（4期）。

## 来歴
食品製造販売業のタイヘイ（本社：匝瑳市）創業者一族に生まれる。父は2代目の旧八日市場市長。千葉県立匝瑳高等学校、明治大学卒業。印刷業を営む。剣道教士七段。
31歳のときに旧八日市場市議会議員に就任。市議を4期務めたのち八日市場市長選挙に出馬するも落選。
2010年（平成22年）2月7日に行われた匝瑳市長選挙に出馬。後継指名はしないと述べていた現職の江波戸辰夫は選挙戦に入って方針転換し、太田を支援した。前市議の佐藤悟と前市議の石田勝一を破り初当選を果たした。2月26日、市長就任。
2014年・18年（平成26・30年）、無投票で再選。
2023年（令和5年）春の叙勲で旭日小綬章を受章した。